# Osage County (Kansas)
Osage County ist ein County im Bundesstaat Kansas der Vereinigten Staaten. Der Verwaltungssitz (County Seat) ist Lyndon. Das U.S. Census Bureau hat bei der Volkszählung 2020 eine Einwohnerzahl von 15.766 ermittelt.

## Geographie
Das County liegt im mittleren Osten von Kansas, ist etwa 80 km von Missouri entfernt und hat eine Fläche von 1863 Quadratkilometern, wovon 41 Quadratkilometer Wasserfläche sind. Es grenzt im Uhrzeigersinn an folgende Countys: Shawnee County, Douglas County, Franklin County, Coffey County, Lyon County und Wabaunsee County.

## Geschichte
Osage County wurde am 11. Februar 1859 gebildet. Benannt wurde es nach dem Osage River.
12 Bauwerke und Stätten des Countys sind im National Register of Historic Places eingetragen (Stand 30. August 2017).

## Demografische Daten
Nach der Volkszählung im Jahr 2000 lebten im Osage County 16.712 Menschen in 6490 Haushalten und 4737 Familien im Osage County. Die Bevölkerungsdichte betrug 9 Einwohner pro Quadratkilometer. Ethnisch betrachtet setzte sich die Bevölkerung zusammen aus 97,27 Prozent Weißen, 0,22 Prozent Afroamerikanern, 0,65 Prozent amerikanischen Ureinwohnern, 0,17 Prozent Asiaten, 0,10 Prozent Bewohnern aus dem pazifischen Inselraum und 0,41 Prozent aus anderen ethnischen Gruppen; 1,18 Prozent stammten von zwei oder mehr Ethnien ab. 1,53 Prozent der Bevölkerung waren spanischer oder lateinamerikanischer Abstammung.
Von den 6490 Haushalten hatten 33,8 Prozent Kinder unter 18 Jahren, die mit ihnen gemeinsam lebten. 61,0 Prozent waren verheiratete, zusammenlebende Paare, 8,1 Prozent waren allein erziehende Mütter und 27,0 Prozent waren keine Familien. 23,5 Prozent aller Haushalte waren Singlehaushalte und in 11,5 Prozent lebten Menschen mit 65 Jahren oder darüber. Die Durchschnittshaushaltsgröße betrug 2,54 und die durchschnittliche Familiengröße betrug 2,99 Personen.
27,0 Prozent der Bevölkerung waren unter 18 Jahre alt. 6,4 Prozent zwischen 18 und 24 Jahre, 27,0 Prozent zwischen 25 und 44 Jahre, 23,7 Prozent zwischen 45 und 64 Jahre und 15,8 Prozent waren 65 Jahre alt oder älter. Das Durchschnittsalter betrug 39 Jahre. Auf 100 weibliche Personen kamen 96,0 männliche Personen. Auf 100 erwachsene Frauen ab 18 Jahren kamen 93,3 Männer.
Das jährliche Durchschnittseinkommen eines Haushalts betrug 37.928 USD, das Durchschnittseinkommen einer Familie betrug 44.581 USD. Männer hatten ein Durchschnittseinkommen von 30.670 USD, Frauen 22.981 USD. Das Prokopfeinkommen betrug 17.691 USD.
6,4 Prozent der Familien und 8,4 Prozent der Bevölkerung lebten unterhalb der Armutsgrenze.

## Orte im County
- Arvonia
- Barclay
- Burlingame
- Carbondale
- Four Corners
- Lyndon
- Lyndon Station
- Melvern
- Mineral Springs
- Olivet
- Osage City
- Overbrook
- Peterton
- Quenemo
- Ridgeton
- Scranton
- Swissvale
- Vassar

Townships
- Agency Township
- Arvonia Township
- Barclay Township
- Burlingame Township
- Dragoon Township
- Elk Township
- Fairfax Township
- Grant Township
- Junction Township
- Lincoln Township
- Melvern Township
- Olivet Township
- Ridgeway Township
- Scranton Township
- Superior Township
- Valley Brook Township